# Uecker

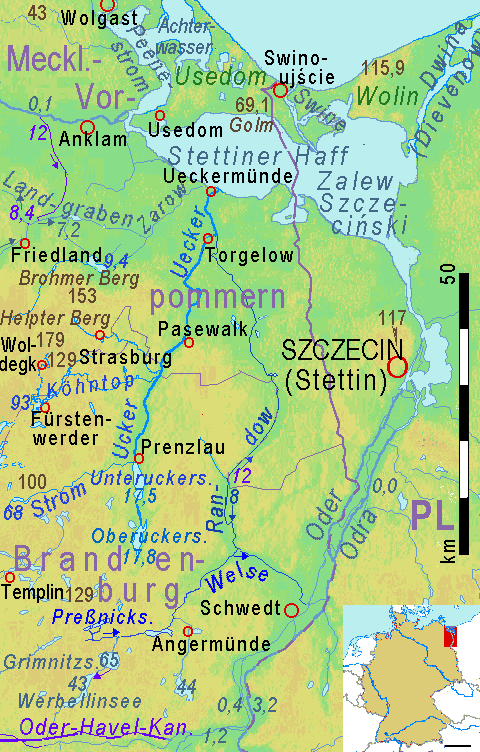
De rivieren de Ucker/Uecker, de Randow en de Welse

De Uecker (in Brandenburg bekend als Ucker) is een rivier in het noordoosten van Duitsland. De rivier is 103 km lang en heeft een stroomgebied van 2.200 km².
De Uecker heeft zijn bron in het district Uckermark, bij de plaats Temmen. De Uecker stroomt noordwaarts door een aantal meertjes (waaronder de Unteruckersee) en door de plaatsen Prenzlau, Pasewalk, Torgelow, Eggesin en Ueckermünde. Bij Ueckermünde mondt de rivier uit in het Oderhaf, dat met de Oostzee verbonden is via de Peenestrom, de Świna en de Dziwna.
- Gemeinsame Normdatei: 4431935-6
- Virtual International Authority File: 241197854